# Riace
Riace és un municipi de 1754 habitants de la Ciutat metropolitana de Reggio de Calàbria, que es va convertir en un lloc famós per la descoberta en 1972 en la seva costa de les estàtues dels Guerrers de Riace.

## Festes
La cultura de Riace està molt lligada a la festa celebrada els dies 25, 26 i 27 de setembre dels sants metges Sant Cosme i Sant Damià. Els devots venen de llocs veïns i tenen el costum d'anar al santuari a peu com a senyal de la seva devoció, pregant els dons sagrats amb cançons i balls.

## Personalitats destacades
- Nicholas Musuraca (1892-1975), director de fotografia.
- Domenico Lucano (1958), activista pro drets humans.[1]